# Municipio de Ipala
Municipio de Ipala är en kommun i Guatemala.   Den ligger i departementet Departamento de Chiquimula, i den sydöstra delen av landet, 100 km öster om huvudstaden Guatemala City.